# Bayenthaler SV
Bayenthaler SV (celým názvem: Bayenthaler Sportverein 1920 e. V.) byl německý sportovní klub, který sídlil v Kolíně nad Rýnem ve spolkové zemi Severní Porýní-Vestfálsko. Založen byl v roce 1920. Zanikl v roce 1948 po fúzi s SV Victoria Köln a Sparkassen-Verein 1927 Köln do nově založené organizace SC Fortuna Köln. Klubové barvy byly červená a bílá.
Největším úspěchem klubu byla jednoroční účast v Gaulize Köln-Aachen, jedné ze skupin tehdejší nejvyšší fotbalové soutěže na území Německa.

## Historické názvy
Zdroj: 
- 1920 – Bayenthaler SV (Bayenthaler Sportverein 1920 e. V.)
- 1948 – fúze s SV Victoria Köln a Sparkassen-Verein 1927 Köln ⇒ SC Fortuna Köln
- 1948 – zánik

## Umístění v jednotlivých sezonách
Stručný přehled
Zdroj: 
- 1943–1944: Gauliga Köln-Aachen
- 1947–1948: Rheinbezirksliga – sk. 2

Jednotlivé ročníky
Zdroj: 
Legenda: Z – zápasy, V – výhry, R – remízy, P – porážky, VG – vstřelené góly, OG – obdržené góly, +/- – rozdíl skóre, B – body, zlaté podbarvení – 1. místo, stříbrné podbarvení – 2. místo, bronzové podbarvení – 3. místo, červené podbarvení – sestup, zelené podbarvení – postup, fialové podbarvení – reorganizace, změna skupiny či soutěže
| Velkoněmecká říše (1943 – 1944)     |                          |        |    |   |   |    |    |    |     |    |        |
| Sezóny                              | Liga                     | Úroveň | Z  | V | R | P  | VG | OG | +/- | B  | Pozice |
| 1943/44                             | Gauliga Köln-Aachen      | 1      | 16 | 5 | 1 | 10 | 37 | 51 | -14 | 11 | 7.     |
| Britská okupační zóna (1947 – 1948) |                          |        |    |   |   |    |    |    |     |    |        |
| Sezóny                              | Liga                     | Úroveň | Z  | V | R | P  | VG | OG | +/- | B  | Pozice |
| 1947/48                             | Rheinbezirksliga – sk. 2 | 2      | 24 | … | … | …  | 44 | 49 | -5  | 22 | 8.     |